# Beatrice di Lussemburgo
Beatrice di Lussemburgo (1305 – Temesvár, 11 novembre 1319) è stata una nobile ungherese. Era per nascita un membro della Casata di Lussemburgo e per matrimonio Regina d'Ungheria.
Era la figlia più giovane di Enrico VII, Sacro Romano Imperatore e di sua moglie, Margherita di Brabante. I suoi due fratelli erano Giovanni di Lussemburgo, re di Boemia, e Maria di Lussemburgo, regina di Francia.

## Biografia
Al momento della sua morte (1313), l'imperatore Enrico VII avviò le trattative per un matrimonio tra Beatrice e Carlo, duca di Calabria, figlio ed erede del re Roberto di Napoli, e progettò anche di risposarsi (sua moglie era già morta nel 1311) con Caterina d'Asburgo. Beatrice fu chiamata dal padre in Italia, dove arrivò con la nonna paterna, Beatrice d'Avesnes.
I piani di matrimonio con il duca di Calabria fallirono, e l'imperatore iniziò le trattative per un matrimonio con il principe Pietro di Sicilia, figlio maggiore ed erede del re Federico IV; tuttavia, i conflitti politici in corso tra il Sacro Romano Impero e il Regno di Sicilia misero presto fine anche a questo fidanzamento previsto.
Quando il re Carlo I d'Ungheria (la cui prima moglie, Maria di Bytom, era morta nel 1317) decise di risposarsi, inviò nel Regno di Boemia due rappresentanti, Thomas Szécsényi e Simon Kacsics, conte dei Siculi, oltre a un interprete, un borghese di Szoprońskim chiamato Stefano, per trovare una sposa. Re Giovanni chiamò le due sorelle alla sua corte; in quel momento, Maria risiedeva nell'abbazia di St. Marienthal e Beatrice rimase in Italia. Entrambe le principesse arrivarono a Praga il 20 giugno 1318, e tre giorni dopo gli inviati ungheresi incontrarono entrambe le ragazze al monastero di Zbraslav, dove il re boemo diede loro la possibilità di scegliere tra loro la loro futura regina. Dopo una calcolata valutazione delle attitudini personali e fisiche, scelsero Beatrice. Poco dopo, il fidanzamento formale ebbe luogo, e la giovane sposa si separò dal suo seguito ungherese verso la sua nuova casa. Al confine del Regno d'Ungheria fu ufficialmente accolta dai messaggeri di Carlo I. Beatrice e Carlo I si sposarono all'Ottava di San Martino (tra il 12 e il 17 novembre) e lei fu incoronata regina d'Ungheria nella stessa cerimonia.
Beatrice rimase incinta nel 1319. A novembre entrò in travaglio ma morì durante il parto. Il bambino era nato morto. Fu sepolta nella cattedrale di Nagyvárad, vicino alla tomba di San Ladislao. L'anno successivo Carlo I, si sposò con la nobile polacca Elżbieta Łokietkówna (1305-1380), che gli diede cinque figli.

## Ascendenza
|                           |                        |                          | Genitori                  |  |  | Nonni |  |  | Bisnonni                |  |  | Trisnonni                |  |
|                           |                        |                          |                           |  |  |       |  |  | Enrico V di Lussemburgo |  |  | Valerano III di Limburgo |  |
|                           |                        |                          |                           |  |  |       |  |  | Enrico V di Lussemburgo |  |  | Valerano III di Limburgo |  |
|                           |                        | Ermesinda di Lussemburgo |                           |  |  |       |  |  | Enrico V di Lussemburgo |  |  |                          |  |
| Enrico VI di Lussemburgo  |                        |                          |                           |  |  |       |  |  | Enrico V di Lussemburgo |  |  |                          |  |
|                           |                        | Margherita di Bar        | Enrico II di Bar          |  |  |       |  |  |                         |  |  |                          |  |
|                           |                        | Margherita di Bar        | Enrico II di Bar          |  |  |       |  |  |                         |  |  |                          |  |
|                           |                        | Margherita di Bar        | Filippa di Dreux          |  |  |       |  |  |                         |  |  |                          |  |
| Enrico VII di Lussemburgo |                        | Margherita di Bar        |                           |  |  |       |  |  |                         |  |  |                          |  |
|                           |                        | Baldovino d'Avesnes      | Burcardo d'Avesnes        |  |  |       |  |  |                         |  |  |                          |  |
|                           |                        | Baldovino d'Avesnes      | Burcardo d'Avesnes        |  |  |       |  |  |                         |  |  |                          |  |
|                           |                        | Baldovino d'Avesnes      | Margherita II di Fiandra  |  |  |       |  |  |                         |  |  |                          |  |
| Beatrice d'Avesnes        |                        | Baldovino d'Avesnes      |                           |  |  |       |  |  |                         |  |  |                          |  |
|                           |                        | Félicité di Coucy        | Thomas II di Coucy        |  |  |       |  |  |                         |  |  |                          |  |
|                           |                        | Félicité di Coucy        | Thomas II di Coucy        |  |  |       |  |  |                         |  |  |                          |  |
|                           |                        | Félicité di Coucy        | Mahaut di Rethel          |  |  |       |  |  |                         |  |  |                          |  |
| Beatrice di Lussemburgo   |                        | Félicité di Coucy        |                           |  |  |       |  |  |                         |  |  |                          |  |
|                           | Enrico III di Brabante | Enrico II di Brabante    |                           |  |  |       |  |  |                         |  |  |                          |  |
|                           | Enrico III di Brabante | Enrico II di Brabante    |                           |  |  |       |  |  |                         |  |  |                          |  |
|                           | Enrico III di Brabante | Maria di Svevia          |                           |  |  |       |  |  |                         |  |  |                          |  |
| Giovanni I di Brabante    | Enrico III di Brabante |                          |                           |  |  |       |  |  |                         |  |  |                          |  |
|                           |                        | Alice di Borgogna        | Ugo IV di Borgogna        |  |  |       |  |  |                         |  |  |                          |  |
|                           |                        | Alice di Borgogna        | Ugo IV di Borgogna        |  |  |       |  |  |                         |  |  |                          |  |
|                           |                        | Alice di Borgogna        | Yolanda di Dreux          |  |  |       |  |  |                         |  |  |                          |  |
| Margherita di Brabante    |                        | Alice di Borgogna        |                           |  |  |       |  |  |                         |  |  |                          |  |
|                           |                        | Guido di Dampierre       | Guglielmo II di Dampierre |  |  |       |  |  |                         |  |  |                          |  |
|                           |                        | Guido di Dampierre       | Guglielmo II di Dampierre |  |  |       |  |  |                         |  |  |                          |  |
|                           |                        | Guido di Dampierre       | Margherita II di Fiandra  |  |  |       |  |  |                         |  |  |                          |  |
| Margherita di Dampierre   |                        | Guido di Dampierre       |                           |  |  |       |  |  |                         |  |  |                          |  |
|                           |                        | Matilde di Béthune       | Roberto VII di Béthune    |  |  |       |  |  |                         |  |  |                          |  |
|                           |                        | Matilde di Béthune       | Roberto VII di Béthune    |  |  |       |  |  |                         |  |  |                          |  |
|                           |                        | Matilde di Béthune       | Isabella di Béthune       |  |  |       |  |  |                         |  |  |                          |  |
|                           |                        | Matilde di Béthune       |                           |  |  |       |  |  |                         |  |  |                          |  |